# ALI PROJECT

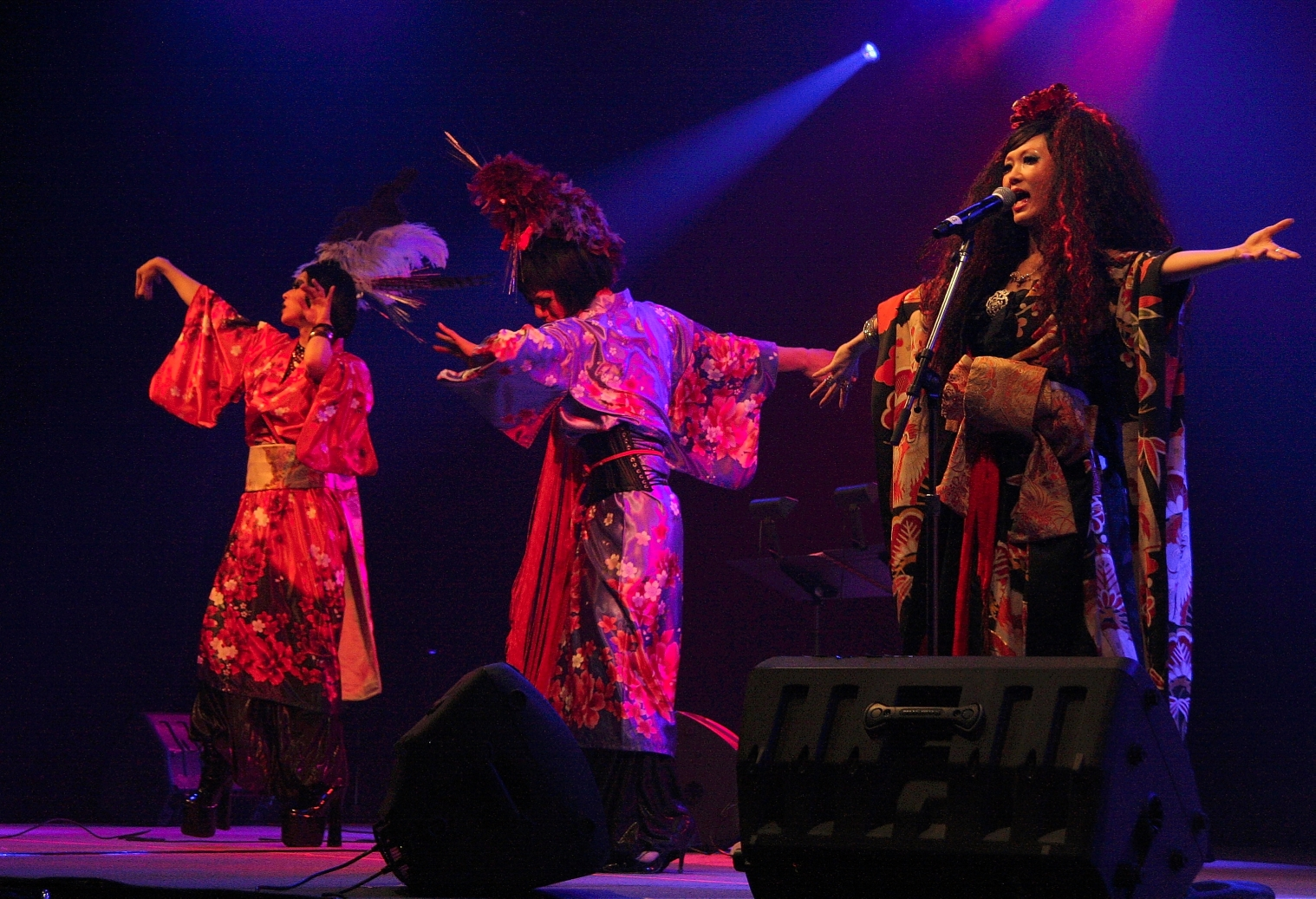

ALI PROJECT(アリ・プロジェクト)는 일본의 음악 그룹이다. 1985년 아리 프로젝트(蟻プロジェクト)로 활동을 개시했으며, 1992년 싱글을 발매하면서 현재의 이름으로 바꿨다.

## 멤버
- 타카라노 아리카(宝野アリカ)
  - 보컬, 작사
- 카타쿠라 미키야(片倉三起也)
  - 키보드, 작곡, 편곡